# دیو فان دن برگ
دیو فان دن برگ (انگلیسی: Dave van den Bergh؛ زادهٔ ۷ مهٔ ۱۹۷۶) بازیکن سابق فوتبال و مربی کنونی اهل پادشاهی هلند است که در پست وینگر چپ بازی ‌می‌کند.
وی همچنین در تیم ملی فوتبال هلند بازی کرده‌است.